# Cổ địa lý học

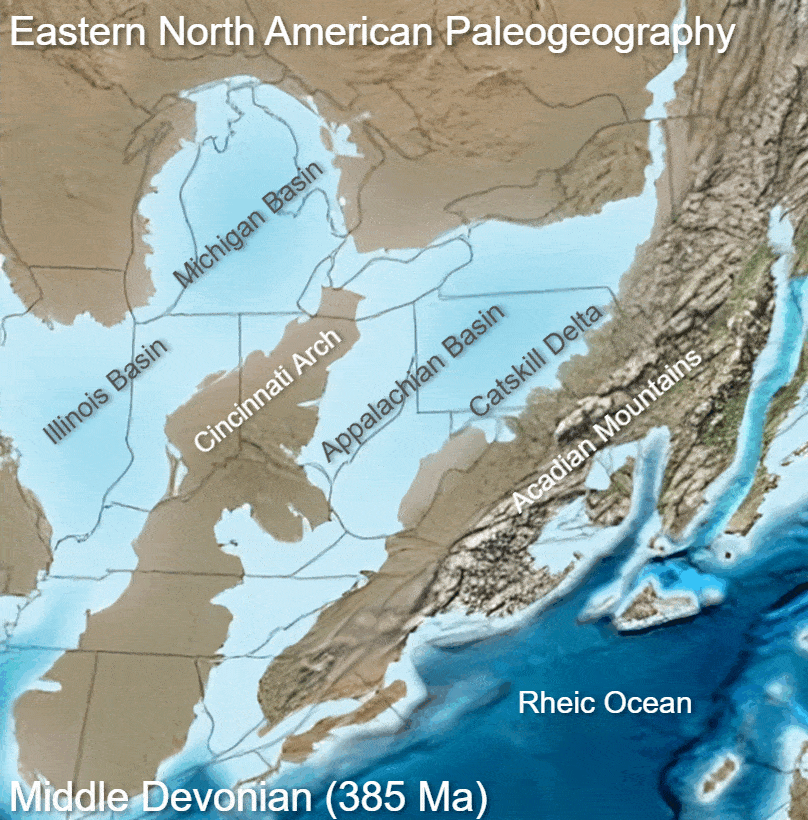
Tái tạo cổ địa lý cho thấy khu vực bồn trũng Appalachi trong suốt kỷ Devon trung.

Cổ địa lý học nghiên cứu về địa lý trong quá khứ. Nó thường được dùng để nói về cảnh quan tự nhiên, nhưng không có gì loại trừ việc sử dụng nó khi nói tới con người hay môi trường văn hóa. Nếu chủ đề là các địa mạo trong quá khứ thì cũng có thể gọi là cổ địa mạo học.
Trong địa chất dầu khí thuật ngữ phân tích cổ địa lý được dùng để chỉ các nghiên cứu chi tiết về bồn địa trầm tích, do các môi trường địa mạo cổ của bề mặt của Trái Đất được bảo tồn trong cột địa tầng. Các nhà cổ địa lý cũng nghiên cứu môi trường trầm tích liên quan đến các hóa thạch để làm sách tỏ hơn sự tiến hóa của các loài tuyệt chủng. Sự tác tạo các lục địa và đại dương cổ tùy thuộc vào các dấu hiệu cổ địa lý ghi nhận được. Vì thế cổ địa lý cung cấp các dấu hiệu quan trọng cho sự phát triển của các học thuyết trôi dạt lục địa và kiến tạo mảng hiện tại. Ví dụ, sự hiểu biết về hình dạng và vị trí theo vĩ độ của các siêu lục địa như Pangaea và các đại dương cổ như Panthalassa là kết quả nghiên cứu về cổ địa lý.